# Saison 2014-2015 des Lakers de Los Angeles
La saison 2014-2015 des Lakers de Los Angeles est la 68e saison de la franchise des Lakers (sans compter le Detroit Gems de la saison 1946-1947 dans la NBL) et sa 66e saison en NBA.
La saison dernière fut l'une des pires saisons dans l'histoire de la franchise en manquant notamment les play-offs, l'équipe a donc cherché à rebondir. Mike D'Antoni a démissionné à la fin avril, après deux saisons misérables, laissant l'équipe sans entraîneur. Lors de l'intersaison, Pau Gasol a quitté la franchise pour aller aux Bulls de Chicago et Jodie Meeks est parti aux Pistons de Détroit. Après avoir approché des joueurs comme Carmelo Anthony ou encore LeBron James, les Lakers ont finalement prolongé plusieurs cadres de l'équipe de la saison passée comme Nick Young, Jordan Hill et Ryan Kelly. 
Les Lakers ont acquis Jeremy Lin dans un échange avec  les Rockets de Houston. Ils ont également engagé Carlos Boozer en provenance des Bulls de Chicago. L'équipe a ensuite engagé l'ancien joueur des Lakers Showtime et ancien entraîneur de l'année, Byron Scott comme entraîneur-chef à la fin juillet.

## Draft
| Tour | Choix | Joueur          | Poste | Nationalité | Provenance |
| ---- | ----- | --------------- | ----- | ----------- | ---------- |
| 1    | 7     | Julius Randle   | PF    | États-Unis  | Kentucky   |
| 2    | 46    | Jordan Clarkson | PG    | États-Unis  | Missouri   |

## Matchs

### Saison régulière
| Saison régulière Total: 21-61 (Domicile: 12-29; Extérieur: 9-32) |

## Confrontations
| Conférence Est      | Conférence Est                           | Conférence Est                           | Conférence Ouest                         | Conférence Ouest                         | Conférence Ouest                         | Conférence Ouest                         | Conférence Ouest                         |
| Division Atlantique | Division Atlantique                      | Division Atlantique                      | Division Nord-Ouest                      | Division Nord-Ouest                      | Division Nord-Ouest                      | Division Nord-Ouest                      | Division Nord-Ouest                      |
| Équipe              | Domicile                                 | Extérieur                                | Équipe                                   | Domicile                                 | Domicile                                 | Extérieur                                | Extérieur                                |
| ------------------- | ---------------------------------------- | ---------------------------------------- | ---------------------------------------- | ---------------------------------------- | ---------------------------------------- | ---------------------------------------- | ---------------------------------------- |
| Boston              | 118-111 (OT)                             | 96-113                                   | Denver                                   | 94-101 (OT)                              | 96-106                                   | 111-103                                  | 101-119                                  |
| Brooklyn            | 105-114                                  | 99-107                                   | Minnesota                                | 119-120                                  | 106-98                                   | 100-94                                   | 101-99 (OT)                              |
| New York            | 94-101                                   | 80-92                                    | Oklahoma City                            | 103-104                                  | 101-108                                  | 117-127                                  |                                          |
| Philadelphie        | 101-87                                   | 113-111 (OT)                             | Portland                                 | 94-106                                   | 77-107                                   | 94-98                                    | 86-102                                   |
| Toronto             | 129-122 (OT)                             | 83-94                                    | Utah                                     | 73-80                                    |                                          | 85-94                                    | 100-97                                   |
|                     | 3–2                                      | 1–4                                      |                                          | 1–8                                      | 1–8                                      | 4–5                                      | 4–5                                      |
| Division            | 4–6                                      | 4–6                                      | Division                                 | 5–13                                     | 5–13                                     | 5–13                                     | 5–13                                     |
| Division Atlantique | Division Atlantique                      | Division Atlantique                      | Division Nord-Ouest                      | Division Nord-Ouest                      | Division Nord-Ouest                      | Division Nord-Ouest                      | Division Nord-Ouest                      |
| Équipe              | Domicile                                 | Extérieur                                | Équipe                                   | Domicile                                 | Domicile                                 | Extérieur                                | Extérieur                                |
| Chicago             | 123-118 (OT)                             | 93-113                                   | Golden State                             | 115-136                                  | 115-110                                  | 104-127                                  | 108-105                                  |
| Cleveland           | 102-109                                  | 105-120                                  | L.A. Clippers                            | 111-118                                  | 78-106                                   | 84-101                                   | 100-105                                  |
| Detroit             | 93-85                                    | 106-96                                   |                                          |                                          |                                          |                                          |                                          |
| Indiana             | 88-87                                    | 91-110                                   | Phoenix                                  | 106-112                                  | 107-116                                  | 99-119                                   | 100-115                                  |
| Milwaukee           | 101-93                                   | 105-113 (OT)                             | Sacramento                               | 98-95                                    | 99-122                                   | 101-108                                  | 92-102                                   |
|                     | 4–1                                      | 1–4                                      |                                          | 2–6                                      | 2–6                                      | 0–8                                      | 0–8                                      |
| Division            | 5–5                                      | 5–5                                      | Division                                 | 2–14                                     | 2–14                                     | 2–14                                     | 2–14                                     |
| Division Atlantique | Division Atlantique                      | Division Atlantique                      | Division Nord-Ouest                      | Division Nord-Ouest                      | Division Nord-Ouest                      | Division Nord-Ouest                      | Division Nord-Ouest                      |
| Équipe              | Domicile                                 | Extérieur                                | Équipe                                   | Domicile                                 | Domicile                                 | Extérieur                                | Extérieur                                |
| Atlanta             | 86-91                                    | 114-109                                  | Dallas                                   | 93-100                                   | 106-120                                  | 106-140                                  | 98-102                                   |
| Charlotte           | 107-92                                   | 103-104                                  | Houston                                  | 90-108                                   | 87-99                                    | 98-92                                    |                                          |
| Miami               | 75-78                                    | 94-100                                   | Memphis                                  | 93-99                                    | 106-109                                  | 102-107                                  | 90-97                                    |
| Orlando             | 101-84                                   | 97-103 (OT)                              | New Orleans                              | 87-104                                   | 92-113                                   | 102-109                                  | 80-96                                    |
| Washington          | 92-98                                    | 95-111                                   | San Antonio                              | 80-93                                    |                                          | 112-110 (OT)                             | 84-99                                    |
|                     | 2–3                                      | 1–4                                      |                                          | 0–9                                      | 0–9                                      | 2–7                                      | 2–7                                      |
| Division            | 3–7                                      | 3–7                                      | Division                                 | 2–16                                     | 2–16                                     | 2–16                                     | 2–16                                     |
| Conférence          | 12–18 (Domicile: 9–6; Extérieur: 3–12)   | 12–18 (Domicile: 9–6; Extérieur: 3–12)   | Conférence                               | 9–43 (Domicile: 3–23; Extérieur: 6–20)   | 9–43 (Domicile: 3–23; Extérieur: 6–20)   | 9–43 (Domicile: 3–23; Extérieur: 6–20)   | 9–43 (Domicile: 3–23; Extérieur: 6–20)   |
| Total               | 21–61 (Domicile: 12–29; Extérieur: 9–32) | 21–61 (Domicile: 12–29; Extérieur: 9–32) | 21–61 (Domicile: 12–29; Extérieur: 9–32) | 21–61 (Domicile: 12–29; Extérieur: 9–32) | 21–61 (Domicile: 12–29; Extérieur: 9–32) | 21–61 (Domicile: 12–29; Extérieur: 9–32) | 21–61 (Domicile: 12–29; Extérieur: 9–32) |

## Classements
| Conférence Ouest | Conférence Ouest                | Conférence Ouest | Conférence Ouest | Conférence Ouest | Conférence Ouest | Conférence Ouest | Conférence Ouest |
| No               | Franchise                       | Vic.             | Def.             | MJ               | MR               | % V/D            | RV               |
| ---------------- | ------------------------------- | ---------------- | ---------------- | ---------------- | ---------------- | ---------------- | ---------------- |
| 1                | Warriors de Golden State        | 67               | 15               | 82               | 0                | 81,7%            | -                |
| 2                | Rockets de Houston              | 56               | 26               | 82               | 0                | 68,3%            | 11               |
| 3                | Clippers de Los Angeles         | 56               | 26               | 82               | 0                | 68,3%            | 11               |
| 4                | Trail Blazers de Portland¹      | 51               | 31               | 82               | 0                | 62,2%            | 16               |
| 5                | Grizzlies de Memphis            | 55               | 27               | 82               | 0                | 67,1%            | 12               |
| 6                | Spurs de San Antonio T          | 55               | 27               | 82               | 0                | 67,1%            | 12               |
| 7                | Mavericks de Dallas             | 50               | 32               | 82               | 0                | 61,0%            | 17               |
| 8                | Pelicans de La Nouvelle-Orléans | 45               | 37               | 82               | 0                | 54,9%            | 22               |
|                  |                                 |                  |                  |                  |                  |                  |                  |
| 9                | Thunder d'Oklahoma City         | 45               | 37               | 82               | 0                | 54,9%            | 22               |
| 10               | Suns de Phoenix                 | 39               | 43               | 82               | 0                | 47,6%            | 28               |
| 11               | Jazz de l'Utah                  | 38               | 44               | 82               | 0                | 46,3%            | 29               |
| 12               | Nuggets de Denver               | 30               | 52               | 82               | 0                | 36,6%            | 37               |
| 13               | Kings de Sacramento             | 29               | 53               | 82               | 0                | 35,4%            | 38               |
| 14               | Lakers de Los Angeles           | 21               | 61               | 82               | 0                | 25,6%            | 46               |
| 15               | Timberwolves du Minnesota       | 16               | 66               | 82               | 0                | 19,5%            | 51               |

| Division Pacifique       | V  | D  | MJ | % V/D | GB | Dom   | Ext   | Div  | Conf  |
| ------------------------ | -- | -- | -- | ----- | -- | ----- | ----- | ---- | ----- |
| Warriors de Golden State | 67 | 15 | 82 | 81,7% | -  | 39-2  | 28-13 | 13-3 | 42-10 |
| Clippers de Los Angeles  | 56 | 26 | 82 | 68,3% | 11 | 30-11 | 26-15 | 12-4 | 37-15 |
| Suns de Phoenix          | 39 | 43 | 82 | 47,6% | 28 | 22-19 | 17-24 | 6-10 | 21-31 |
| Kings de Sacramento      | 29 | 53 | 82 | 35,4% | 38 | 18-23 | 11-30 | 7-9  | 18-34 |
| Lakers de Los Angeles    | 21 | 61 | 82 | 25,6% | 46 | 12-29 | 9-32  | 2-14 | 9-43  |

## Effectif actuel
| Lakers de Los Angeles Effectif en fin de saison régulière            |    |                        |                     |                               |
| Entraîneur : Byron Scott                                             |    |                        |                     |                               |
| Ailier fort                                                          | 28 | Drapeau des États-Unis | Tarik Black         | Kansas                        |
| Meneur                                                               | 12 | Drapeau des États-Unis | Vander Blue         | Marquette                     |
| Ailier fort                                                          | 5  | Drapeau des États-Unis | Carlos Boozer (C)   | Duke                          |
| Arrière                                                              | 24 | Drapeau des États-Unis | Kobe Bryant (C)     | Lower Merion HS, Pennsylvanie |
| Meneur                                                               | 15 | Drapeau des États-Unis | Jabari Brown        | Missouri                      |
| Meneur, Arrière                                                      | 6  | Drapeau des États-Unis | Jordan Clarkson (R) | Missouri                      |
| Ailier fort/Pivot                                                    | 21 | Drapeau des États-Unis | Ed Davis            | Caroline du Nord              |
| Arrière                                                              | 2  | Drapeau des États-Unis | Wayne Ellington     | Caroline du Nord              |
| Ailier fort                                                          | 27 | Drapeau des États-Unis | Jordan Hill         | Arizona                       |
| Arrière/Ailier                                                       | 11 | Drapeau des États-Unis | Wesley Johnson      | Syracuse                      |
| Ailier fort                                                          | 4  | Drapeau des États-Unis | Ryan Kelly          | Duke                          |
| Meneur                                                               | 17 | Drapeau des États-Unis | Jeremy Lin          | Harvard                       |
| Meneur                                                               | 9  | Drapeau des États-Unis | Ronnie Price        | Utah                          |
| Ailier fort                                                          | 30 | Drapeau des États-Unis | Julius Randle (R)   | Kentucky                      |
| Pivot                                                                | 50 | Drapeau des États-Unis | Robert Sacre        | Gonzaga                       |
| Arrière                                                              | 0  | Drapeau des États-Unis | Nick Young (C)      | USC                           |
| (C) - Capitaine (AL) - Agent libre (R) - Rookie (ou Recrue) - Blessé |    |                        |                     |                               |

## Contrats et salaires 2014-2015
| no                                       | Joueur          | Poste | Âge   | Type de contrat | Salaire      | Fin du contrat |
| ---------------------------------------- | --------------- | ----- | ----- | --------------- | ------------ | -------------- |
| Joueurs actuels                          |                 |       |       |                 |              |                |
| 28                                       | Tarik Black     | PF    | 23    | Minimum         | 507,336 $    | 2016 (RFA)     |
| 12                                       | Vander Blue     | SG    | 22    | Minimum         | 14 409 $     | 2015 (UFA)     |
| 5                                        | Carlos Boozer   | PF    | 33    | Cap Space       | 3 251 000 $  | 2015 (UFA)     |
| 15                                       | Jabari Brown    | SG    | 22    | Minimum         | 44 765 $     | 2016 (RFA)     |
| 24                                       | Kobe Bryant     | SG    | 36    | Bird            | 23 500 000 $ | 2016 (UFA)     |
| 6                                        | Jordan Clarkson | PG    | 22    | Minimum         | 507 336 $    | 2016 (RFA)     |
| 21                                       | Ed Davis        | PF    | 25    | Minimum         | 981 084 $    | 2015 (P)       |
| 2                                        | Wayne Ellington | SG    | 27    | Minimum         | 915 243 $    | 2015 (UFA)     |
| 27                                       | Jordan Hill     | C     | 27    | Cap Space       | 9 000 000 $  | 2015 (T)       |
| 11                                       | Wesley Johnson  | SF    | 27    | Minimum         | 915 243 $    | 2015 (UFA)     |
| 4                                        | Ryan Kelly      | PF    | 23    | Room            | 1 650 000 $  | 2016 (RFA)     |
| 17                                       | Jeremy Lin      | PG    | 26    | Cap Space       | 8 374 646 $  | 2015 (UFA)     |
| 9                                        | Ronnie Price    | PG    | 31    | Minimum         | 915 243 $    | 2015 (UFA)     |
| 30                                       | Julius Randle   | PF    | 20    | Rookie          | 2 997 360 $  | 2016 (T)       |
| 50                                       | Robert Sacre    | C     | 25    | Minimum         | 915 243 $    | 2016 (RFA)     |
| 0                                        | Nick Young      | SF    | 29    | Cap Space       | 4 994 420 $  | 2017 (P)       |
| Contrat(s) terminé(s) en cours de saison |                 |       |       |                 |              |                |
| -                                        | Dwight Buycks   | PG    | 26    | 10 jours        | 48 028 $     | -              |
| -                                        | Jabari Brown    | SG    | 22    | 10 jours        | 29 843 $     | -              |
| -                                        | Jabari Brown    | SG    | 22    | 10 jours        | 29 843 $     | -              |
| Joueur(s) résilié(s) cette saison        |                 |       |       |                 |              |                |
| -                                        | Xavier Henry    | SG    | 24    | -               | 1 082 000 $  | -              |
| -                                        | Steve Nash      | PG    | 41    | -               | 9 701 000 $  | -              |
|                                          |                 |       |       |                 |              |                |
| Total                                    | Total           | Total | Total | Total           | 70 374 042 $ | -              |

- (UFA) = Le joueur est libre de signer ou il veut à la fin de la saison.
- (RFA) = Le joueur peut signer un contrat avec l’équipe de son choix, mais son équipe de départ a le droit de s’aligner sur n’importe quelle offre qui lui sera faite.
- (P) =  Le joueur décide de rester une saison supplémentaire avec son équipe ou pas. S'il décide de ne pas rester, il devient agent libre.
- (T) =  L'équipe décide de conserver (ou non) son joueur pour une saison supplémentaire. Si elle ne le garde pas, il devient agent libre.
- 2015 = Joueurs qui peuvent quitter le club à la fin de cette saison.

## Transferts

### Échanges
| Juillet         | Juillet                                                 | Juillet | Juillet                |
| --------------- | ------------------------------------------------------- | --- | ---------------------- |
| 13 juillet 2014 | Échange à deux équipes                                  | Échange à deux équipes                                                                                       | Échange à deux équipes |
| 13 juillet 2014 | Vers Rockets de Houston - Droits pour Serhiy Lichtchouk | Vers Lakers de Los Angeles - Jeremy Lin - Choix de premier tour draft 2015 - Choix de second tour draft 2015 | [ 2 ]                  |

## Free agents (Agents libres)

### Free agents qui resignent
| Date       | Joueur         | Nouveau contrat                                                                       | Fin du contrat | Référence |
| ---------- | -------------- | ------------------------------------------------------------------------------------- | -------------- | --------- |
| 21 juillet | Nick Young     | Resigne un contrat de 21 300 000 $ sur 4 ans (Option joueur pour la saison 2017-2018) | 2018           | [ 3 ]     |
| 21 juillet | Ryan Kelly     | Resigne un contrat de 3 370 000 $ sur 2 ans                                           | 2016           | [ 4 ]     |
| 23 juillet | Jordan Hill    | Resigne un contrat de 9 000 000 $ sur 1 an (Option d'équipe pour la saison 2015-2016) | 2016           | [ 5 ]     |
| 25 juillet | Xavier Henry   | Resigne un contrat de 1 080 000 $ sur 1 an                                            | 2015           | [ 6 ]     |
| 28 juillet | Wesley Johnson | Resigne un contrat de 981 000 $ sur 1 an                                              | 2015           | [ 7 ]     |

### Arrivés
Apparaissent seulement les joueurs ayant commencé le calendrier de la saison régulière avec l'équipe (28 octobre 2014) et les joueurs signés en cours d'année.
| Date         | Joueur                             | Contrat                                                               | Provenance                                                        | Référence |
| ------------ | ---------------------------------- | --------------------------------------------------------------------- | ----------------------------------------------------------------- | --------- |
| 13 juillet   | Julius Randle                      | 6 130 000 $ sur 2 ans (Option d'équipe pour les saisons 2016 et 2017) | Kentucky (Choix no 7 de la Draft 2014)                            | [ 8 ]     |
| 17 juillet   | Carlos Boozer                      | 3 251 000 $ sur 1 an                                                  | Bulls de Chicago                                                  | [ 9 ]     |
| 23 juillet   | Ed Davis                           | 2 080 000 $ sur 1 an (Option joueur pour la saison 2015-2016)         | Grizzlies de Memphis                                              | [ 10 ]    |
| 28 juillet   | Byron Scott (Entraîneur principal) | 17 000 000 $ sur 4 ans (Option d'équipe pour la saison 2017-2018)     | Cavaliers de Cleveland                                            | [ 11 ]    |
| 25 août      | Jordan Clarkson                    | 1 350 000 $ sur 2 ans                                                 | Missouri (Choix no 46 de la Draft 2014, de Wizards de Washington) | [ 12 ]    |
| 22 septembre | Wayne Ellington                    | 1 060 000 $ sur 1 an                                                  | Kings de Sacramento                                               | [ 13 ]    |
| 24 septembre | Ronnie Price                       | 1 320 000 $ sur 2 an                                                  | Magic d'Orlando                                                   | [ 13 ]    |
| 28 décembre  | Tarik Black (Claimed off waivers)  | 1 350 000 $ sur 2 ans                                                 | Rockets de Houston                                                | [ 14 ]    |
| 10 mars      | Jabari Brown                       | Contrat de 10 jours                                                   | D-Fenders de Los Angeles (D-League)                               | [ 15 ]    |
| 21 mars      | Jabari Brown                       | Second contrat de 10 jours                                            | Lakers de Los Angeles                                             | [ 16 ]    |
| 1er avril    | Jabari Brown                       | 890 000 $ sur 2 an (Agent libre restreint en 2016)                    | Lakers de Los Angeles                                             | [ 17 ]    |
| 13 avril     | Vander Blue                        | 14 000 $ sur 1 an (Signe pour le reste de la saison)                  | D-Fenders de Los Angeles (D-League)                               | [ 18 ]    |

### Départs
| Date         | Joueur           | Raison départ | Vers ¹                    | Référence |
| ------------ | ---------------- | ------------- | ------------------------- | --------- |
| 10 juillet   | Jordan Farmar    | Agent libre   | Clippers de Los Angeles   | [ 19 ]    |
| 10 juillet   | Chris Kaman      | Agent libre   | Trail Blazers de Portland | [ 20 ]    |
| 14 juillet   | Jodie Meeks      | Agent libre   | Pistons de Détroit        | [ 21 ]    |
| 18 juillet   | Pau Gasol        | Agent libre   | Bulls de Chicago          | [ 22 ]    |
| 18 juillet   | Kendall Marshall | Résiliation   | Bucks de Milwaukee        | [ 23 ]    |
| 8 août       | MarShon Brooks   | Agent libre   | Olimpia Milan (Italie)    | [ 24 ]    |
| 23 septembre | Kent Bazemore    | Agent libre   | Hawks d'Atlanta           | [ 25 ]    |
| 28 décembre  | Xavier Henry     | Résiliation   | -                         | [ 14 ]    |
| 21 mars      | Steve Nash       | Retraite      | -                         | [ 26 ]    |

- Il s'agit de l’équipe pour laquelle le joueur a signé après son départ, il a pu entre-temps changer d'équipe ou encore de pays.